# 용인 할미산성
용인 할미산성(龍仁 할미山城)은 대한민국 경기도 용인시 처인구 포곡읍 마성리 할미산에 위치한 신라시대에 축조되었던 산성이다. 2007년 9월 7일 경기도의 기념물 제215호로 지정되었다.

## 구조
할미산성은 성 내부를 남북으로 양분하는 길이 180m의 공유 벽을 기준으로 북쪽의 내성, 남쪽의 외성으로 구분된다. 북쪽의 내성은 정상부를 포함한 높은 지대에 축조되었고, 남쪽의 외성은 비교적 낮은 지대에 조성되었는데, 형태상 사모형(紗帽形)이다.
성벽의 전체 둘레는 651m로, 할미산의 정상부와 그 남쪽의 능선을 둘러싸며 협축하였고, 내·외벽 기저부에서 보축이 확인되었다. 최정상부에서 매납 유구와 아궁이, 평지에서 적심석이 나왔으며, 수구지와 토광 등이 조사되었다. 판상형 석재로 축조된 테뫼식 산성으로 면적은 73,504m2 정도이다.

## 축성 이후의 역사
할미산성은 조선 후기에 간행된 『증보문헌비고(增補文獻備考)』에 ‘폐성(廢城)된 고모성(姑母城)’이라 기록되었다. 이후 『조선보물고적조사자료(朝鮮寶物古蹟調査資料)』에 “고려시대 한 노파가 하룻밤에 쌓았다”라는 전설이 기록되어 있어 오랫동안 고려시대의 성곽으로 이해되어 왔다.
그러나 1999년 충북대학교 중원문화연구소가 지표 조사를 통해 삼국시대에서 남북국 시대에 이르는 유물을 대량 발굴하자 학계의 관심이 쏠리게 되었고, 경기도박물관의 시굴 조사를 통해 신라가 한강 유역으로 진출하던 시기에 축조된 성이라는 사실이 밝혀졌다. 오늘날 성벽 윗면이 훼손되어 있지만, 원형은 비교적 잘 유지되어 있다.

## 논란
이곳 지역에는 두개의 산에 두개의 산성이 존재한다. 바로 '석성산'과 '보개산'이다. '석성산'에 있는 산성을 '할미산성'이라 부르고 '보개산'에 있는 산성을 '석성산성'이라고 부르고 있다. 석성산과 보개산의 혼동에서 오는 착오로 보인다. 일부는 석성산자락을 할미산(할미산성)으로 불리고 있고 산이름도 나눠있지 않듯이 산성의 구별도 모호하다. 구별은 이곳을 통과하는 영동고속도로를 중심으로 북쪽 향수산 에버랜드 방향은 할미산성이고 남쪽 석성산 방향은 석성산성으로 보고 있다.(석성산 내용 참조)

## 같이 보기
- 석성산성
- 석성산

## 참고 자료
- 용인 할미산성 - 국가유산청 국가유산포털